# Willard Mullin
Willard Mullin est un dessinateur de presse américain spécialisé dans le dessin d'humour de sport. Connu pour ses dessins sur les Dodgers de Brooklyn et très célèbre dans les années 1950 et 1960, il travaillait principalement pour le New York World-Telegram.

## Biographie
Willard Mullin est né le 14 septembre 1902 à Columbus, la capitale de l'Ohio et est mort le 20 décembre 1978. Il a grandi à Los Angeles en Californie. Il a commencé sa carrière professionnelle de dessinateur en 1923. Il a d'ailleurs commencé a faire des illustrations simples avant de commencer  à faire des dessins sportifs.

## Prix et récompenses
- 1955 : Prix Reuben pour ses dessins d'humour sportifs
- 1958-1963 : Prix de la National Cartoonists Society (NCS) du dessin d'humour sportif
- 1965-1966 : Prix de la NCS du dessin d'humour sportif